# Бусто Гаролфо
Бу̀сто Гаро̀лфо (на италиански: Busto Garolfo, на западноломбардски: Büst Picul, Бюст Пикул, буквално малко Бусто) е град и община в Северна Италия, провинция Милано, регион Ломбардия. Разположен е на 180 m надморска височина. Населението на общината е 13 556 души (към 2012 г.).